# Oenopota rathbuni
Oenopota rathbuni is een slakkensoort uit de familie van de Mangeliidae. De wetenschappelijke naam van de soort werd in 1884 voor het eerst geldig gepubliceerd door Addison Emery Verrill.